# Municipio de West Windsor
El municipio de West Windsor (en inglés: West Windsor Township) es un municipio ubicado en el condado de Mercer en el estado estadounidense de Nueva Jersey. En el año 2010 tenía una población de 27.165 habitantes y una densidad poblacional de 398,31 personas por km².En esta ciudad vivió el matemático John Forbes Nash.

## Geografía
El municipio de West Windsor se encuentra ubicado en las coordenadas 40°17′53″N 74°37′9″O / 40.29806, -74.61917.

## Demografía
Según la Oficina del Censo en 2000 los ingresos medios por hogar en el municipio eran de $134,353 y los ingresos medios por familia eran $151,545. Los hombres tenían unos ingresos medios de $100,000 frente a los $56,002 para las mujeres. La renta per cápita para la localidad era de $48,511. Alrededor del 2.5% de la población estaba por debajo del umbral de pobreza.